# Bissy-la-Mâconnaise
Bissy-la-Mâconnaise é uma comuna francesa na região administrativa de Borgonha-Franco-Condado, no departamento Saône-et-Loire. Estende-se por uma área de 4,94 km². Em 2010 a comuna tinha 207 habitantes (densidade: 41,9 hab./km²).